# Linje 31
Linje 31 er en buslinje der kører mellem Vanløse og Kastrup Station og således gennem de tre hovedstadskommuner København, Frederiksberg og Tårnby. Linjen er en del af Movias busnet og er udliciteret til Umove, der driver den fra sit garageanlæg på Tømmerupvej i Tårnby. Linjen betjener Vanløse, Frederiksberg, Indre By, Christianshavn, Sundbyvester og Kastrup. I 2023 havde linjen 2,6 mio. passagerer.
Linje 31 blev oprettet 14. december 2014, hvor den erstattede dele af linje 12, 30 og 73.

## Fakta
- Stoppesteder
  - Ålekistevej, Sløjfen - Jyllingevej - Klitmøllervej - Helga Larsens Plads - Vanløse St., Jydeholmen - Jernbane Allé - Grøndals Parkvej - Sønderjyllands Allé - Flintholm Allé - Solbjerg Have - Dalgas Boulevard - Eversvej - Nordre Fasanvej - Frederiksberg Bredegade - Frederiksberg Rådhus - Henrik Steffens Vej - Bülowsvej - H.C. Ørsteds Vej - Værnedamsvej - Det Ny Teater - Vesterport St. - Hovedbanegården, Tivoli - Glyptoteket - Vindebrogade - Stormbroen, Nationalmuseet - Gammel Strand St., Christiansborg - Børsen - Knippelsbro - Christianshavn St. - Christmas Møllers Plads - Sønderport - Amagerbro St. - Lyneborggade - Østrigsgade - Bulgariensgade - Lergravsparken St. - Backersvej - Florensvej - Italiensvej, Hospitalet - Samosvej - Ceylonvej - Birmavej - Kastrupvej - Postparken - Hyben Allé - Skottegårdsskolen - Sirgræsvej - Kastruplundgade - Ved Stationen - Kastrup St.[6]

- Linjevarianter
  - Vanløse, Ålekistevej - Lergravsparken St.[6]
  - Vanløse, Ålekistevej - Kastrup St.[6]

- Vigtige knudepunkter
  - Vanløse St., Vesterport St., Hovedbanegården, Gammel Strand St., Christianshavn St., Amagerbro St., Kastrup St.